# USS Manning (DE-199)
USS Manning (DE-199) là một tàu hộ tống khu trục lớp Buckley được Hải quân Hoa Kỳ chế tạo trong Chiến tranh Thế giới thứ hai. Nó là chiếc tàu thứ hai của Hoa Kỳ được đặt cái tên này, nhưng là chiếc duy nhất được đặt theo tên hạ sĩ quan kỹ thuật không quân Milburn A. Manning (1920-1941), người từng phục vụ tại Căn cứ Không lực Hải quân Kaneohe Bay, Oahu và đã tử trận trong vụ tấn công Trân Châu Cảng vào ngày 7 tháng 12, 1941. Nó đã phục vụ cho đến khi chiến tranh kết thúc, xuất biên chế năm 1947 và bị tháo dỡ năm 1969. Manning được tặng thưởng bốn Ngôi sao Chiến trận do thành tích phục vụ trong Thế Chiến II.

## Thiết kế và chế tạo
Những chiếc thuộc lớp tàu hộ tống khu trục Buckley có chiều dài chung 306 ft (93 m), mạn tàu rộng 37 ft 1 in (11,30 m) và độ sâu mớn nước khi đầy tải là 11 ft 3 in (3,43 m). Chúng có trọng lượng choán nước tiêu chuẩn 1.400 tấn Anh (1.400 t); và lên đến 1.740 tấn Anh (1.770 t) khi đầy tải. Hệ thống động lực bao gồm hai turbine hơi nước General Electric công suất 13.500 mã lực (10.100 kW), dẫn động hai máy phát điện công suất 9.200 kilôwatt (12.300 hp) để vận hành hai trục chân vịt;  công suất 12.000 hp (8.900 kW) cho phép đạt được tốc độ tối đa 23 kn (26 mph; 43 km/h), và có dự trữ hành trình 6.000 nmi (6.900 mi; 11.000 km) khi di chuyển ở vận tốc đường trường 12 kn (14 mph; 22 km/h).
Vũ khí trang bị bao gồm ba pháo 3 in (76 mm)/50 cal trên tháp pháo nòng đơn có thể đối hạm hoặc phòng không, một khẩu đội 1,1 inch/75 caliber bốn nòng và tám pháo phòng không Oerlikon 20 mm. Vũ khí chống ngầm bao gồm một dàn súng cối chống tàu ngầm Hedgehog Mk. 10 (có 24 nòng và mang theo 144 quả đạn); hai đường ray Mk. 9 và tám máy phóng K3 Mk. 6 để thả mìn sâu. Khác biệt đáng kể so với lớp Evarts dẫn trước là chúng có thêm ba ống phóng ngư lôi Mark 15 21 inch (533 mm). Thủy thủ đoàn đầy đủ bao gồm 186 sĩ quan và thủy thủ.
Manning được đặt lườn tại Xưởng hải quân Charleston ở Charleston, South Carolina vào ngày 15 tháng 2, 1943. Nó được hạ thủy vào ngày 1 tháng 6, 1943; và được đỡ đầu bởi bà J. H. Hughes khi con tàu nhập biên chế vào ngày 1 tháng 10, 1943 dưới quyền chỉ huy của Hạm trưởng, Đại úy Hải quân John Inman Mingay.

## Lịch sử hoạt động

### Quần đảo Solomon
Sau khi hoàn tất chuyến đi chạy thử máy huấn luyện tại khu vực Bermuda, Manning khởi hành từ Xưởng hải quân Charleston vào ngày 12 tháng 12, 1943 để chuyển sang khu vực Mặt trận Thái Bình Dương; nó hộ tống một đoàn tàu vận tải chuyển quân đi ngang qua kênh đào Panama, và đi đến Trân Châu Cảng vào ngày 1 tháng 1, 1944. Nó lại lên đường năm ngày sau đó để hướng đến khu vực Nam Thái Bình Dương, ghé qua quần đảo Ellice và đi đến đảo Florida thuộc quần đảo Solomon vào ngày 21 tháng 1.
Trong hai tháng tiếp theo, Manning hoạt động từ Guadalcanal, tuần tra chống tàu ngầm và hộ tống vận tải tại khu vực giữa Solomon, New Hebrides, New Caledonia và Samoa. Ngoài ra nó cũng hộ tống các đội tàu tiếp dầu hạm đội hoạt động từ Espiritu Santo đi đến một điểm hẹn tiếp tế về phía Bắc khu vực Solomon. Vào ngày 26 tháng 3, các tàu tiếp dầu đã phục vụ cho Lực lượng Đặc nhiệm 38, lực lượng tàu sân bay nhanh thuộc Đệ Tam hạm đội trước khi các tàu sân bay không kích các vị trí của Nhật Bản tại quần đảo Caroline.

### New Guinea
Rời vùng biển Solomon vào ngày 5 tháng 4, Manning đi đến vịnh Milne, New Guinea hai ngày sau đó để tạm thời phục vụ cùng Đệ Thất hạm đội. Hoạt động cùng Đội hộ tống 37, nó lên đường vào ngày 19 tháng 4 hộ tống một đoàn tàu bao gồm tàu vận tải và tàu đổ bộ LST đi sang vịnh Humboldt, đến nơi vào ngày 24 tháng 4. Trong hai ngày tiếp theo nó tuần tra bảo vệ lối tiếp cận vịnh Humboldt, rồi quay trở lại mũi Cretin vào ngày 29 tháng 4. Sau khi hộ tống một đoàn tàu vận tải tăng cường đi Aitape vào đầu tháng 5, nó tiếp tục hỗ trợ cho chiến dịch tấn công của lực lượng Đồng Minh sang phía Tây New Guinea. Con tàu đã hộ tống các tàu đổ bộ tấn công đi đến ngoài khơi Wakde, New Guinea vào ngày 17 tháng 5, và bảo vệ ngoài khơi trong quá trình đổ bộ. Nó tiếp tục nhiệm vụ hộ tống và tuần tra chống tàu ngầm dọc bờ biển phía Bắc New Guinea cho đến ngày 24 tháng 6, khi chịu đựng hư hại trục chân vịt. Con tàu phải được kéo về Espiritu Santo để sửa chữa.
Đi đến Espiritu Santo vào ngày 30 tháng 6, Manning trải qua một tháng tiếp theo được sửa chữa và đại tu. Sau đó nó lên đường đi quần đảo Solomon vào ngày 14 tháng 8, và cho đến ngày 9 tháng 10 đã thực hiện các chuyến hộ tống vận tải giữa Solomon với Russell, the New Hebrides, quần đảo Admiralty và New Guinea. Nó đi đến đảo Manus vào ngày 11 tháng 10 để trình diện phục vụ cùng Đệ Thất hạm đội, và lên đường vào ngày 15 tháng 10 để hỗ trợ cho Chiến dịch tái chiếm Philippines.

### Philippines
Đi đến Kossol Passage, Palau, Manning tham gia thành phần hộ tống cho một đoàn tàu chở dầu và tàu đạn dược, khởi hành vào ngày 20 tháng 10 để tiếp liệu cho lực lượng hải quân tại vịnh Leyte. Nó đi đến ngoài khơi Leyte, Philippines vào ngày 23 tháng 10, và trong hơn một tuần đã hộ tống các tàu đạn dược hoạt động tiếp đạn cho tàu chiến hạm đội. Từ ngày 24 đến ngày 28 tháng 10, hạm đội đã đánh trả nhiều đợt không kích của đối phương; hỏa lực phòng không của Manning đã bắn rơi một máy bay ném bom Nhật Bản hai động cơ vào chiều tối ngày 24 tháng 10, cũng như đã bảo vệ cho tàu bè hạm đội tại khu vực.
Rời Leyte vào ngày 1 tháng 11, Manning đi ngang qua Kossol Roads để hướng đến vịnh Humboldt, đến nơi vào ngày 6 tháng 11. Tám ngày sau đó, nó tham gia thành phần hộ tống một đội đặc nhiệm các tàu vận chuyển, tàu đổ bộ LST và xuồng đổ bộ, và lên đường đi ngang qua Biak để hướng đến Leyte. Lực lượng chịu đựng không kích của đối phương trong ngày 23 tháng 11, nhưng hỏa lực phòng không của các tàu hộ tống đã đánh đuổi những kẻ tấn công. Sau khi tiến vào vịnh Leyte vào ngày hôm sau và tuần tra bảo vệ khu vực vận chuyển, hỏa lực pháo phòng không Oerlikon 20 mm của con tàu lại bắn rơi một máy bay ném bom bổ nhào đối phương.
Cùng các tàu đổ bộ LST lên đường quay trở lại ngay trong ngày hôm đó, Manning đi đến Hollandia vào ngày 30 tháng 11. Trong vai trò soái hạm của Đội hộ tống 37, nó gia nhập Lực lượng Dịch vụ Đệ Thất hạm đội vào ngày 1 tháng 12, và trong suốt một tháng tiếp theo đã thực hành huấn luyện phòng không và chống tàu ngầm ngoài khơi New Guinea. Con tàu sau đó tham gia hộ tống một đoàn tàu chở dầu hạm đội và lên đường vào ngày 28 tháng 12 để hướng sang Philippines, hỗ trợ cho hoạt động chiếm đóng Luzon.
Băng qua vịnh Leyte và eo biển Surigao, Manning tiến vào biển Mindanao vào ngày 2 tháng 1, 1945. Lúc chiều tối hôm đó đội đặc nhiệm phải đánh trả những máy bay đối phương tấn công, và suốt hai ngày tiếp theo họ tiếp tục chịu đựng nhiều đợt không kích khác. Con tàu đi đến vịnh Mangarin, Mindoro vào ngày 4 tháng 1, và hoạt động tại khu vực này để hỗ trợ cho Chiến dịch Luzon cho đến ngày 21 tháng 2. Từ ngày 7 tháng 1, nó hộ tống các tàu chở dầu tiếp nhiên liệu cho lực lượng tấn công vịnh Lingayen trong biển Đông, rồi sau đó bảo vệ phòng không và chống tàu ngầm cho các tàu chở dầu và tàu đạn dược thả neo trong vịnh Mangarin, cũng như càn quét chống tàu ngầm dọc bờ biển Mindoro và Luzon. Quay trở lại vịnh San Pedro, Leyte vào ngày 22 tháng 2, nó được bảo trì cho đến đầu tháng 3.
Trình diện để phục vụ cùng Tư lệnh Tiền phương biển Philippine vào ngày 6 tháng 3, Manning lên đường hai ngày sau đó hộ tống một đoàn tàu vận tải hướng đến quần đảo Admiralty. Trong hơn hai tháng tiếp theo, nó phục vụ hộ tống tàu bè đi lại giữa Leyte với New Guinea, Palau và khu vực Admiralty. Trong lúc các đơn vị Lục quân hoàn tất việc tái chiếm Philippines, vào giữa tháng 5, con tàu tiếp nối nhiệm vụ tuần tra chống tàu ngầm trong biển Đông; sau đó từ căn cứ Manila, trong ba tháng sau cùng của cuộc chiến, nó tuần tra các tuyến đường hàng hải suốt khu vực từ vịnh Subic cho đến mũi cực Nam Mindoro.

### Sau chiến tranh
Khi Nhật Bản đã chấp nhận đầu hàng vào ngày 15 tháng 8 giúp kết thúc cuộc xung đột, Manning khởi hành từ vịnh Subic vào ngày 2 tháng 9, hộ tống một đoàn các tàu đổ bộ LCT và LCI đi sang Okinawa, và quay trở về vịnh Subic vào ngày 12 tháng 9. Nó cùng Đội hộ tống 37 khởi hành vào ngày 1 tháng 10 cho hành trình quay trở về Hoa Kỳ, đi ngang qua quần đảo Marshall và Trân Châu Cảng trước khi về đến San Diego vào ngày 23 tháng 10.
Manning được cho xuất biên chế tại San Diego vào ngày 15 tháng 1, 1947 và được đưa về Hạm đội Dự bị Thái Bình Dương, neo đậu cùng Đội San Diego. Đang khi trong thành phần dự bị, con tàu được kéo đến Bremerton, Washington, nhưng không bao giờ được đưa ra hoạt động trở lại. Tên nó được cho rút khỏi danh sách Đăng bạ Hải quân vào ngày 31 tháng 7, 1968, và con tàu được bán cho hãng National Metal & Steel Co. tại Terminal Island, San Pedro, California vào ngày 27 tháng 10, 1969 để tháo dỡ.

## Phần thưởng
Manning được tặng thưởng bốn Ngôi sao Chiến trận do thành tích phục vụ trong Thế Chiến II.
|                                                       |  |  |
| Bronze star · Bronze star · Bronze star · Bronze star |  |  |

| Dãi băng Hoạt động Tác chiến (truy tặng)                                | Dãi băng Hoạt động Tác chiến (truy tặng) | Huân chương Chiến dịch Hoa Kỳ        | Huân chương Chiến dịch Hoa Kỳ                  |
| Huân chương Chiến dịch Châu Á-Thái Bình Dương với 4 Ngôi sao Chiến trận | Huân chương Chiến thắng Thế Chiến II     | Huân chương Chiến thắng Thế Chiến II | Huân chương Giải phóng Philippine (Philippine) |